# Alexander Iwanowitsch Barjatinski

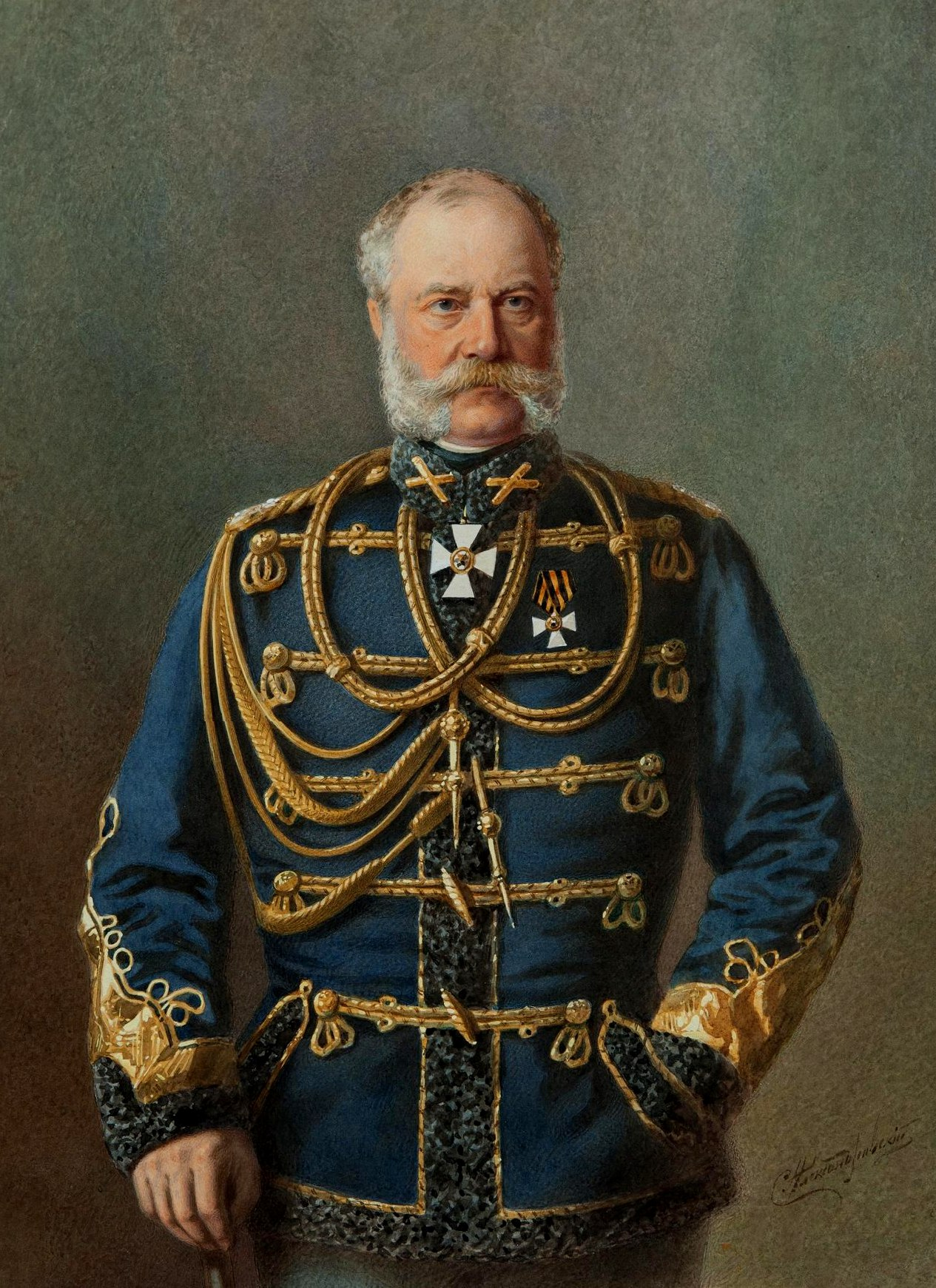
Alexander I. Barjatinski 1870

Fürst Alexander Iwanowitsch Barjatinski (russisch Александр Иванович Барятинский; * 2.jul. / 14. Mai 1815greg. in Iwanowskoje (Kursk); † 25. Februarjul. / 9. März 1879greg. in Genf) war ein Feldmarschall der russischen Armee, der im Kaukasuskrieg und im Krimkrieg kämpfte.

## Leben
Alexander Iwanowitsch Barjatinski war Nachkomme der Rurikiden, die eine Zeit lang u. a. im Tschernigowschen Teilfürstentum herrschten. Seine Eltern waren Fürst Iwan Iwanowitsch Barjatinski und dessen Frau Maria Fodorovna Barjatinskaja, geb. von Keller.
Alexander wurde mit dem späteren Zaren Alexander II. erzogen. Als junger Offizier im Gardehusarenregiment wurde Barjatinski wegen eines Liebesverhältnisses mit einer Großfürstin in den Kaukasus versetzt. Er hatte militärische Erfolge und erkämpfte 1850 und 1851 nicht unbedeutende Vorteile über Schamil. Deshalb wurde er 1852 zum Generalleutnant und Chef des linken Flügels der Kaukasuslinie befördert. Während des Krimkrieges war er Generalstabschef der kaukasischen Armee und nahm unter General Bebutow an dem Kampf von Kurük-Dere am 5. August 1854 teil, wo er viel zum Sieg der Russen beitrug.
Nach Alexanders II. Thronbesteigung nach Petersburg berufen, begleitete er den Kaiser auf seiner Reise zur Krim, wo dieser sich von der Notwendigkeit überzeugte, Frieden zu schließen. Im September 1856 kehrte Barjatinski als General der Infanterie und Oberbefehlshaber der Armee in den Kaukasus zurück, um dessen Unterwerfung abzuschließen. Nach drei schwierigen Feldzügen wurde auch Weden, die Hauptfestung Schamils, vom General Jewdokinow erobert, und Barjatinski selbst stürmte im September 1859 das Bergschloss Gunib. Schamil fiel dem Sieger in die Hände, womit die Unterwerfung der Bergvölker vollendet war.
1859 wurde er Ehrenmitglied der Russischen Akademie der Wissenschaften in Sankt Petersburg. Diese Erfolge brachten Barjatinski die Feldmarschallswürde. Die noch folgenden Aufstände konnte er nicht selbst unterdrücken, da er wegen einer schweren Krankheit in einem deutschen Bad Heilung suchte. Im Sommer 1862 kehrte er in den Kaukasus zurück; unterwegs erkrankte er allerdings von neuem und lebte seitdem nach Niederlegung seines Statthalterpostens meist im Ausland. Am 10. Februar 1863 wurde ihm der Schwarze Adlerorden verliehen, der höchste Orden des Königreiches Preußen. 1872/73 nahm er an den Arbeiten der Kommission zur Reorganisation der Armee und zur allgemeinen Wehrpflicht teil. Anlässlich des Besuchs von Kaiser Wilhelm I. in Sankt Petersburg wurde Barjatinski am 4. Mai 1873 zum Chef des 2. Hessischen Husaren-Regiments Nr. 14 ernannt. Alexander Iwanowitsch Barjatinski starb 1879 in Genf.